# Justvik
Justvik este o localitate din comuna Kristiansand, provincia Vest-Agder, Norvegia, cu o suprafață de  km² și o populație de  locuitori (2013).